# Трубіж (притока Снові)
Трубіж — річка в Росії, у Климовському районі Брянської області. Права притока Снові (басейн Дніпра).

## Опис
Довжина річки 40 км., похил річки — 1,1 м/км. Площа басейну 383 км².

## Притоки
- Шапарівка (ліва).

## Розташування
Бере початок на північному заході від Ольхівки. Тече переважно на південний схід і на південному заході від Уборки впадає у річку Снову, праву притоку Десни.
Населені пункти вздовж берегової смуги: Павлівка, Чолхів, Марковщина, Ясенівка, Куршановичі, Березівка.